# Katrawoż
Katrawoż (ros. Катравож) – wieś (sieło) w Rosji, w Jamalsko-Nienieckim Okręgu Autonomicznym, w rejonie priuralskim. W 2010 liczyła 771 mieszkańców.